# Culbertson (Montana)
Pour les articles homonymes, voir Culbertson.
La ville de Culbertson est située dans le comté de Roosevelt, dans l’État du Montana, aux États-Unis. Lors du recensement de 2000, sa population a été estimée à 716 habitants.

## Personnalités liées à la ville
L’acteur Lane Chandler est né à Culbertson en 1899 et y a passé son enfance.

## Source
- (en) Cet article est partiellement ou en totalité issu de l’article de Wikipédia en anglais intitulé « Culbertson, Montana » (voir la liste des auteurs).